# Crassilabrum
Crassilabrum là một chi ốc biển, là động vật thân mềm chân bụng sống ở biển thuộc họ Muricidae, họ ốc gai.

## Các loài
Các loài thuộc chi Crassilabrum bao gồm:
- Crassilabrum crassilabrum (Sowerby, 1834)[2]